# Agonocheila
Agonocheila is een geslacht van kevers uit de familie van de loopkevers (Carabidae). De wetenschappelijke naam van het geslacht is voor het eerst geldig gepubliceerd in 1848 door Chaudoir.

## Soorten
Het geslacht Agonocheila omvat de volgende soorten:
- Agonocheila anomala Chaudoir, 1869
- Agonocheila antipodum (Bates, 1867)
- Agonocheila biguttata Chaudoir, 1869
- Agonocheila bimaculata Sloane, 1920
- Agonocheila chaudoiri Sloane, 1898
- Agonocheila cribripennis Chaudoir, 1869
- Agonocheila curtula (Erichson, 1842)
- Agonocheila fasciata Sloane, 1898
- Agonocheila fenestrata Blackburn, 1892
- Agonocheila flindersi Sloane, 1920
- Agonocheila guttata Chaudoir, 1848
- Agonocheila irrita (Newman, 1842)
- Agonocheila koebelei Blackburn, 1895
- Agonocheila lutosa (Newman, 1840)
- Agonocheila macleayi Sloane, 1911
- Agonocheila mollis (Newman, 1842)
- Agonocheila perplexa Blackburn, 1894
- Agonocheila plagiata Sloane, 1916
- Agonocheila punctulata Sloane, 1911
- Agonocheila quadricollis Sloane, 1911
- Agonocheila ruficollis Sloane, 1898
- Agonocheila signata Moore, 1963
- Agonocheila sinuosa Chaudoir, 1869
- Agonocheila stictica Blackburn, 1895
- Agonocheila subfasciata Chaudoir, 1869
- Agonocheila sublaevis Chaudoir, 1869
- Agonocheila suturalis Macleay, 1871
- Agonocheila vittula Chaudoir, 1869